# Regioni del Vietnam

Regioni del Vietnam

Le regioni del Vietnam sono una ripartizione territoriale del Vietnam di rilevanza esclusivamente geografica e sono pari a otto.
Ciascuna di esse comprende da 4 a 11 province.

## Lista
| Localizzazione | Regione                                        | Popolazione (2012) | Superficie (km²) | Province o città |
| -------------- | ---------------------------------------------- | ------------------ | ---------------- | --- |
|                | Bắc Trung Bộ Costa Centro-Settentrionale       | 10 189 600         | 51 459,2         | - Provincia di Ha Tinh - Provincia di Nghe An - Provincia di Quang Binh - Provincia di Quang Tri - Provincia di Thanh Hóa - Huế |
|                | Đông Bắc Nord Est                              | 9 720 200          | 63 959,8         | - Provincia di Bac Giang - Provincia di Bac Kan - Provincia di Cao Bang - Provincia di Ha Giang - Provincia di Lang Son - Provincia di Lao Cai - Provincia di Phu Tho - Provincia di Quang Ninh - Provincia di Thai Nguyen - Provincia di Tuyen Quang - Provincia di Yen Bai                                  |
|                | Đồng Bằng Sông Hồng Delta del fiume Rosso      | 19 059 500         | 14 948,6         | - Provincia di Bac Ninh - Provincia di Ha Nam - Provincia di Hai Duong - Provincia di Hung Yen - Provincia di Nam Dinh - Provincia di Ninh Binh - Provincia di Thai Binh - Provincia di Vinh Phuc - Haiphong - Hanoi                                                                                          |
|                | Đồng Bằng Sông Cửu Long Delta del Fiume Mekong | 17 390 500         | 40 553,1         | - Provincia di An Giang - Provincia di Bac Lieu - Provincia di Ben Tre - Provincia di Cà Mau - Provincia di Dong Thap - Provincia di Hau Giang - Provincia di Kien Giang - Provincia di Long An - Provincia di Soc Trang - Provincia di Tien Giang - Provincia di Trà Vinh - Provincia di Vinh Long - Cần Thơ |
|                | Đông Nam Bộ Regione Sud-Orientale              | 16 962 500         | 34 769,1         | - Provincia di Ba Ria-Vung Tau - Provincia di Binh Duong - Provincia di Binh Phuoc - Provincia di Binh Thuan - Provincia di Dong Nai - Provincia di Ninh Thuan - Provincia di Tay Ninh - Ho Chi Minh |
|                | Nam Trung Bộ Costa Centro-Meridionale          | 7 213 800          | 33 205,7         | - Provincia di Binh Dinh - Provincia di Khanh Hoa - Provincia di Phu Yen - Provincia di Quang Nam - Provincia di Quang Ngai - Đà Nẵng |
|                | Tây Bắc Nord Ovest                             | 2 857 200          | 37 414,8         | - Provincia di Dien Bien - Provincia di Hoa Binh - Provincia di Lai Chau - Provincia di Son La |
|                | Tây Nguyên Altipiani Centrali                  | 5 379 600          | 54 641,1         | - Provincia di Dak Lak - Provincia di Dak Nong - Provincia di Gia Lai - Provincia di Kon Tum - Provincia di Lam Dong |